# Tome des Bauges

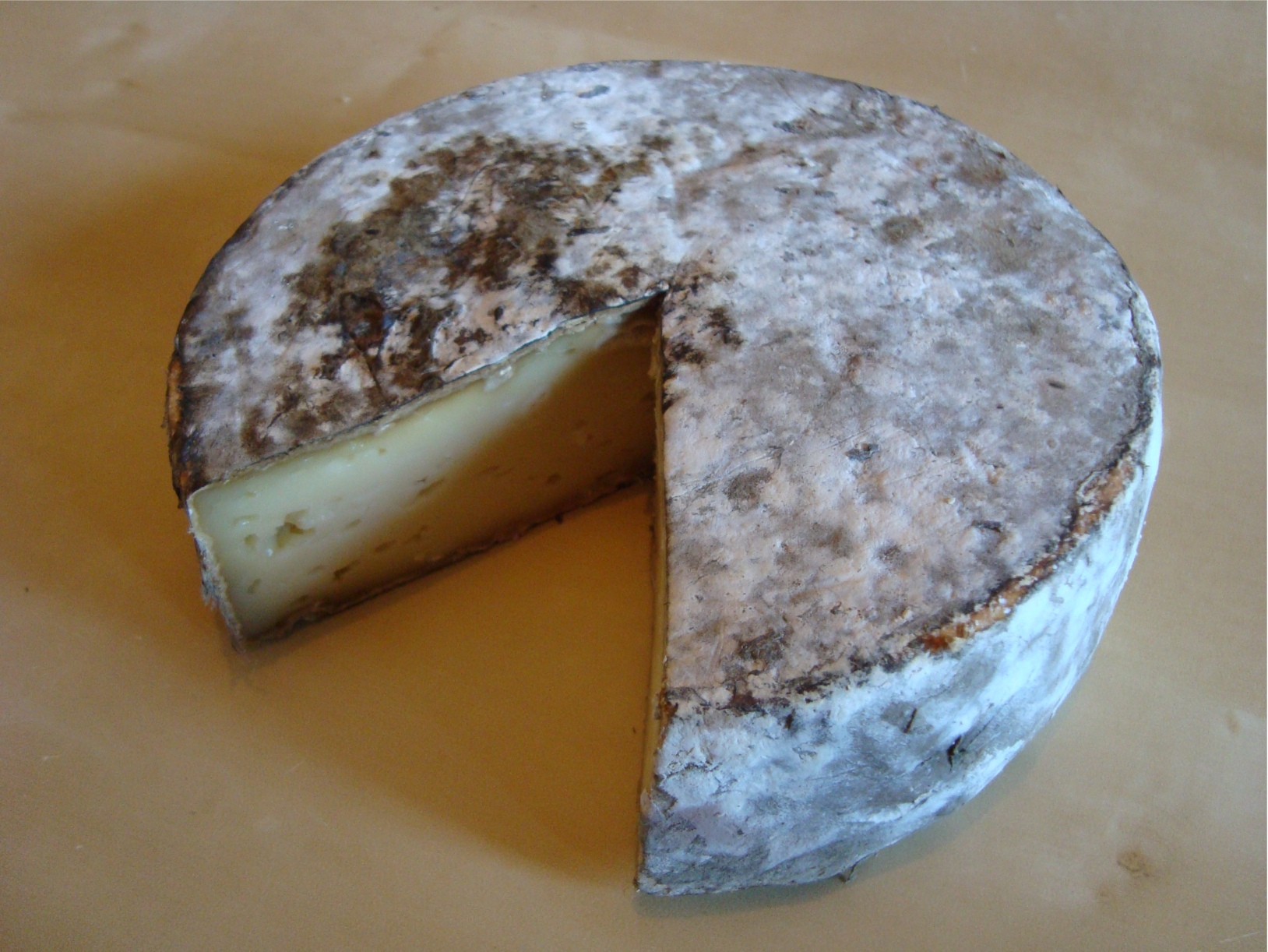
Ein typischer Tome des Bauges

Tome des Bauges ist ein französischer Rohmilchkäse aus Kuhmilch. Er ist nach dem Gebirgsmassiv Bauges in der Region Auvergne-Rhône-Alpes benannt. Seit 2002 trägt Tome des Bauges das AOC-Schutzsiegel in Frankreich, seit Mai 2007 ist es auch eine geschützte Ursprungsbezeichnung (g.U./DOP) in der Europäischen Union.

## Herstellung
Der Tome des Bauges darf nur in bestimmten Gemeinden des Département Haute-Savoie und des Département Savoie hergestellt werden. Die Milch muss von Herden stammen, die zu mindestens 50 % aus Kühen der Rasse Tarine oder Abondance bestehen; daneben ist als weitere Rasse nur Montbéliarde zugelassen. Die Region ist sehr niederschlagsreich und hoch gelegen, was zu einer originellen, vielfältigen und abwechslungsreichen Flora führt, unter anderem bestehend aus den guten Futterpflanzen Alpen-Rispengras und Violett-Schwingel.
Die rohe Milch wird bei 32 bis 35 °C dick gelegt, dann werden aus dem Käsebruch manuell mit einer Form oder durch Schwerkraft die Laibe geformt, die für mindestens 7 Stunden gepresst und dabei mindestens viermal gewendet werden. Es folgen das Salzen und die Reifung bei 10 bis 15 °C und mindestens 95 % Luftfeuchtigkeit. Während der Reifung lagert der Käse auf Fichtenholzbrettern aus der Region, sie dauert mindestens 5 Wochen. Der fertige Käse enthält mindestens 45 % Fett in der Trockenmasse.
Je nach Erzeuger entwickelt er einen vielfältigen Geschmack von milchig bis leicht holzig. 2023 wurden 949 Tonnen Tome de Bauges erzeugt, davon 137 Fermier.